# Callistocypraea
Callistocypraea is een geslacht van weekdieren uit de klasse van de Gastropoda (slakken).

## Soorten
- Callistocypraea aurantium (Gmelin, 1791)
- Callistocypraea broderipii (J. E. Gray, 1832)
- Callistocypraea leucodon (Broderip, 1828)
- Callistocypraea nivosa (Broderip, 1827)